# Nazionale olimpica di calcio della Malaysia
La nazionale olimpica malaysiana di calcio è la rappresentativa calcistica della Malaysia che rappresenta l'omonimo stato ai giochi olimpici.

## Storia
La nazionale olimpica di calcio della Malaysia si è qualificata soltanto una volta ai Giochi olimpici nel 1972. In quell'edizione fu eliminata nella fase a gruppi a causa di due sconfitte con la Germania Ovest per 3-0 e il Marocco per 6-0. L'unica vittoria arrivò contro gli Stati Uniti per 3-0. Chiuse il girone con due punti.

## Statistiche dettagliate sui tornei internazionali

### Giochi olimpici
| Anno | Luogo             | Piazzamento      | V | N | P | Gol |
| ---- | ----------------- | ---------------- | - | - | - | --- |
| 1952 | Helsinki          | Non partecipante | - | - | - | -   |
| 1956 | Melbourne         | Non partecipante | - | - | - | -   |
| 1960 | Roma              | Non partecipante | - | - | - | -   |
| 1964 | Tokyo             | Non qualificata  | - | - | - | -   |
| 1968 | Città del Messico | Ritirata         | - | - | - | -   |
| 1972 | Monaco di Baviera | Primo turno      | 1 | 0 | 2 | 3:9 |
| 1976 | Montréal          | Non qualificata  | - | - | - | -   |
| 1980 | Mosca             | Ritirata         | - | - | - | -   |
| 1984 | Los Angeles       | Non qualificata  | - | - | - | -   |
| 1988 | Seul              | Non qualificata  | - | - | - | -   |
| 1992 | Barcellona        | Non qualificata  | - | - | - | -   |
| 1996 | Atlanta           | Non qualificata  | - | - | - | -   |
| 2000 | Sydney            | Non qualificata  | - | - | - | -   |
| 2004 | Atene             | Non qualificata  | - | - | - | -   |
| 2008 | Pechino           | Non qualificata  | - | - | - | -   |
| 2012 | Londra            | Non qualificata  | - | - | - | -   |
| 2016 | Rio de Janeiro    | Non qualificata  | - | - | - | -   |
| 2020 | Tokyo             | Non qualificata  | - | - | - | -   |
| 2024 | Parigi            |                  | - | - | - | -   |

## Tutte le rose

### Giochi olimpici
Calcio ai Giochi Olimpici Estivi 19721 K. F. Wong, 2 Othman, 3 Soh, 4 Namat, 5 Chandran, 6 Khoo, 7 Hamzah, 8 Shaharuddin, 9 Zawawi, 10 Krishnasamy, 11 Salleh, 12 Harun, 13 Lim, 14 C. W. Wong, 15 Ali, 16 Mohamed, 17 Looi, 18 Rahim, 19 Bahwandi, CT: Jalil